# 1972 en littérature de science-fiction
En 1972 la littérature de science-fiction a été marquée par les événements suivants.

## Maisons d'édition
- Fondation de Futuropolis, maison d'édition de bandes dessinées publiant notamment des récits de science-fiction, par Étienne Robial et Florence Cestac.

## Romans
- À chacun ses dieux par Clifford D. Simak.
- Celui qui revenait de loin par Philippe Ébly.
- Les Dieux eux-mêmes par Isaac Asimov.
- L'Éclair qui effaçait tout par Philippe Ébly.
- Et l'homme créa un dieu par Frank Herbert.
- Harlie avait un an par David Gerrold.
- L'Homme programmé par Robert Silverberg.
- L'Homme terminal par Michael Crichton.
- Le Livre des crânes par Robert Silverberg.
- Malevil par Robert Merle.
- L'Oreille interne par Robert Silverberg.
- Pardon, vous n'avez pas vu ma planète ? par Bob Ottum.
- Rêve de fer par Norman Spinrad.

## Recueils de nouvelles et anthologies
- The Book of van Vogt par A. E. van Vogt.
- Période d'essai (Dangereuse Callisto, Noël sur Ganymède, Chrono-minets et La Mère des mondes) par Isaac Asimov.

## Nouvelles
- La Mère d'Eurema par R. A. Lafferty

## Bandes dessinées
- Publication de l'album Le Trio de l'étrange, 1er album et 5e récit de la série Yoko Tsuno, écrit et dessiné par Roger Leloup. Le récit avait été prépublié l'année précédente dans les no 1726 à no 1742 du journal Spirou.
- Prépublication de l'album L'Orgue du diable, 7e récit de la série Yoko Tsuno de Roger Leloup, dans les no 1767 à no 1793 du journal Spirou (la publication en album aura lieu l’année suivante).

## Autres
- Encyclopédie de l'utopie, des voyages extraordinaires et de la science-fiction, ouvrage de Pierre Versins